# América Televisión
América Televisión – peruwiańska stacja telewizyjna, założony w 1958 roku.